# Gottfried Achenwall
Godofredo Achenwall  (Elbing, Alemanha, 20 de outubro de 1719 — Göttingen, Alemanha, 1 de maio de 1772) foi um historiador, jurista e estatístico alemão, reconhecido por ser o primeiro a dar um caráter distinto à ciência da estatística.

## Biografia
Achenwall era filho de um vendedor. Depois de frequentar o ginásio local, a partir de 1738 estudou filosofia, história e direito em três universidades localizadas na Alemanha central, Jena, Halle e Leipzig. Em 1743, começou a trabalhar como tutor particular em Dresden e, três anos depois, mudou-se para Marburgo, onde trabalhou como professor particular (em alemão: Privatdozent).
Através de um velho amigo, Achenwall soube de uma posição aberta na Universidade de Göttingen — à época a instituição de ensino mais renomada e moderna da Alemanha — onde, a partir de 1748, passou a ensinar filosofia, e permaneceu até sua morte, em 1772. Em 1754, começou a palestrar na faculdade de direito, onde seus temas favoritos eram o direito natural, o direito internacional, a estatística (em alemão: Staatenkunde), e a história européia. Em aulas dedicadas à discussão de notícias e eventos da atualidade recente (em alemão: Zeitungskollegien), ele também debatia os eventos ligados à política externa. Foi também em Göttingen que Achenwal fundou a Escola de Estatística, cujo membro mais eminente foi o acadêmico alemão August Ludwig von Schlözer.
Apesar de ter-se casado em 1752, sua esposa veio a falecer em 1754, sem que o casal tivesse filhos.

## Contribuições para a Estatística
Achenwall deu continuidade ao trabalho de Hermann Conring, pai da ciência política (em alemão: Staatswissenschaft), se tornando  primeiro intelectual a apresentar essa tradição de forma sistemática e na língua alemã, em vez de latim. Ambos acreditavam que o objetivo da estatística era descrever aspectos como clima, localização geográfica, estrutura política, economia, população e história de um estado. No entanto, não se buscava identificar relações entre variáveis quantitativas. Para Achenwall, "estatística" era, na verdade, a descrição abrangente das características sócio-político-econômicas de um país.
Portanto, no semestre do verão de 1748, quando Achenwall palestrou pela primeira vez sobre estatística na Universidade de Göttingen, uma tradição de décadas a respeito do tema já estava estabelecida, de forma que ele não alegou ter criado algo novo com suas palestras sobre o assunto. Apesar de, em sua época, Conring não ter utilizado o termo "estatística" durante suas aulas, esta nomenclatura foi empregada, no máximo, pelo professor de Achenwall, Martin Schmeitzel. Assim, Achenwall não foi responsável pela invenção do nome, nem da matéria "estatística", entendida como a aquisição científica de um status quo nacional. Seu papel como pai desta disciplina acadêmica é muito mais humilde, e limitado ao desenvolvimento de um entendimento mais empírico da política, contrastando com o entendimento deveras abstrato e irrealista do estado, encontrado na filosofia Wolffiana sobre o direito natural.  Embora a base ainda permaneça o direito natural, a teoria do Estado é mediada mais fortemente do que antes por condições políticas contemporâneas e muitas vezes variáveis.

## Obras
Achenwall escreveu diversos livros sobre história europeia, direito internacional e economia política. Seu principal objetivo era identificar os eventos que moldaram o caráter e a situação política dos países. Sua maior contribuição foi desenvolver e dar forma a uma nova ciência que analisa sistematicamente as forças ativas de um Estado e suas fontes de prosperidade física e moral, à qual decidiu chamar de estatística.
Sua obra mais relevante foi o Abriß der neuen Staatswissenschaft der vornehmen Europäischen Reiche und Republiken (português: Esboço da nova ciência política dos nobres impérios e repúblicas europeus), publicado em 1749, título que nas edições subsequentes seria alterado para Staatsverfassung der Europäischen Reiche im Grundrisse (em português: Constituição dos Impérios Europeus em linhas gerais).

### Publicações
- Abriß der neuen Staatswissenschaft der vornehmen Europäischen Reiche und Republiken, 1749, cujo título foi posteriormente alterado, nas edições seguintes,para Staatsverfassung der Europäischen Reiche im Grundrisse, 1752 ff.
- Naturrecht, 1750, 1753 (junto com Johann Stephan Pütter)
- Jus Naturae, 2 vol., 1755–56 ff, sétima edição em 1781 com prefácio escrito por Johann Henrick Christian de Selchow.
- Grundsätze der Europäischen Geschichte, zur politischen Kenntnis der heutigen vornehmsten Staaten, 1754, segunda edição, de 1759, intitulada Die Geschichte der heutigen vornehmsten Staaten im Grundrisse, quinta edição, 1779
- Entwurf der Europäischen Staatshändel des 17. und 18. Jahrhunderts, 1756, quarta edição, 1759
- Staatsklugheit nach ihren ersten Grundsätzen, 1761, quarta edição, 1759
- Juris gentium Europaei practici primae lineae, 1775, inacabado.